# 港島英迪格酒店
港島英迪格酒店（英語：Hotel Indigo Hong Kong Island），是洲際酒店集團旗下英迪格酒店品牌所屬的一家精品酒店，位於香港灣仔皇后大道東246號，樓高29層，凱達環球設計，業權由大鴻輝集團持有，共提供138間客房。酒店最大的特色莫過於在大廈頂樓突出的無邊玻璃底游泳池，此設計為它在2013年帶來香港最佳酒店建築大獎。

## 外部連結
- 官方网站